# Elisabeth Jerichau Baumann
Elisabeth Maria Anna Jerichau Baumann (født 27. november 1818 i Warszawa, død 11. juli 1881 i København) 
kaldet Lisinka, var polsk/tysk-danskkunstmaler og forfatter. Jerichau Baumann blev født i Polen som datter af en tysk fabrikant og var fra 1849 bosat i Danmark.

## Liv
Elisabeth Baumann blev født i Żoliborz, en forstad til Warszawa, som datter af kortfabrikant Philip Adolph Baumann (1776-1863) fra Prenzlau i preussisk Pommern og Johanne Frederikke Reyer-Mańska (1790-1854) fra Danzig (Gdańsk) i Pommern.
Fra 1838 til 1845 var hun i Düsseldorf for at studere kunst. Düsseldorf var et af de mest indflydelsesrige europæiske kunstcentre. Selv om kunstakademiet ikke tillod optagelse af kvinder, lykkedes det hende at skabe kontakt med andre malere i byen og derved opnå oplæring. I 1842 malede hun Den Hellige Cecilie der spiller på orgelet, som blev udstillet på hotel Dresden i 1843 i Poznań, Polen. 1844 offentliggjorde hun således to malerier inspireret af den polske opstand mod russerne i 1830: En polsk familie på ruinerne af et nedbrændt hus og Polsk bondekone flygtende med sine børn. Motiverne indskriver sig i den socialkritiske tradition, der var udbredt i Düsseldorf.
Året efter flyttede hun som 25-årig alene til Rom. Her indgik hun i den store tyske kunstnerkoloni, hvor også den danske billedhugger Jens Adolf Jerichau havde sin gang. De to fattede snart sympati for hinanden og blev forlovet anden juledag samme år og gift 19. februar det følgende år. Nu tilføjede hun mellemnavnet Jerichau til sin navn. Hun lærte sig hurtigt dansk idet hun rejste alene til København i 1848, men det var først i 1849, efter at Jens Adolf Jerichau var blevet udnævnt til professor i billedhuggerkunst ved det Det Kongelige Danske Kunstakademi, at parret tog permanent ophold i Danmark. Hun fødte fra 1846 til 1861 ni børn, heriblandt malerne Holger H. og Harald Jerichau. Ægteskabet var ukonventionelt, idet parret tilbragte længere perioder adskilt eller sammen på rejse i udlandet.
I 1858 blev kunstneren tildelt udstillingsmedaljen på Charlottenborg (også kaldet Thorvaldsen Medaljen) for maleriet Husandagt (findes i flere versioner) og i 1861 blev hun medlem af Kunstakademiet i København, mens hun i 1880 blev udenlandsk medlem af Konstakademien i Stockholm.
Elisabeth Jerichau Baumann døde den 11. juli 1881 og ligger begravet på Solbjerg Parkkirkegård (3. Afdeling, Litra A-B Familiegravstederne, nr. 52) på Frederiksberg.

## Maleriet

### I Danmark
Jerichau Baumann blev ikke vel modtaget af dansk kulturliv, som var mere optaget af en videreførelse af arven fra den danske guldalder som udtrykt ved C.W. Eckersberg og N.L. Høyen. Hun lod sig dog ikke afskrække og prøvede at tilpasse sig og finde motiver, der kunne appellere til et dansk publikum, hvilket et par år efter ankomsten til København fik hende til at skildre Danmark (1851), en allegori over sit nye hjemland, der netop var gået sejrrig ud af Treårskrigen. 
Jerichau Baumann blev ansporet til dette maleri af sin mand i et brev 30. juli 1850, sammen sørgede de over oberst Frederik Læssøe, bror til Jens Adolf Jerichaus ungdomsven Thorald Læssøe, der var faldet under Slaget ved Isted. Det forestiller en blond kvinde, der skrider gennem en moden kornmark bærende på et dannebrog og et sværd. Maleriet, der nu er på Ny Carlsberg Glyptoteket, fik en stor folkelig gennemslagskraft i eftertiden, men i datiden havde hun mere succes med genremalerier og portrætmalerier af kendte danskere. 
Hun portrætterede bl.a. politikeren Orla Lehmann (Det Nationalhistoriske Museum på Frederiksborg Slot), Johanne Luise Heiberg og H.C. Andersen, lige som hun malede adskillige billeder af dronning Louise af Hessen og hendes døtre (Amalienborgmuseet), som fortsatte med at korrespondere med hende. Men på trods af den royale velvillighed vedblev den danske kunstverden at være forbeholden, og det var ikke før 1867, at Statens Museum for Kunst erhvervede et af hendes malerier, En såret dansk kriger. 
Det vedblev med at være det eneste af hendes malerier, der blev udstillet her. Ud over portrætmalerier af H.C. Andersen malede Elisabeth også flere havfruemalerier – det første, fra 1863, forærede hun til H.C. Andersen i 1868. Som tak skrev han et digt til hende:
| „ | Du raader over Farvernes Pragt! Du Sjæl har i Havfruens Øjne lagt: Et Blink fra Dig selv, fra Aandens Magt! Min Tak her i fattige Ord er sagt.'' | “ |
|   | — H.C. Andersen |   |

### I Europa
Elisabeth Jerichau Baumanns manglende gennemslagskraft i Danmark stod i kontrast til hendes succes uden for landet. Hun var vellidt i Frankrig, hvor hun opholdt sig i foråret 1860 og 1861, mens hun to gange var repræsenteret på Verdensudstillingen i Paris, i 1855 og i 1867.
Til sammenligning indtog London dog en særstilling, da hun her havde mere ti længerevarende ophold, hvor hun bl.a. udstillede på Royal Academy, var repræsenteret på det kommercielle the French Gallery og deltog i verdensudstillingen i 1862.
Under sit første besøg i 1852 udstillede hun nogle af sine malerier på et privatejet galleri, hvorefter dronning Victoria inviterede hende til at udstille sine kunstværker på Buckingham Palace. Blandt malerierne var et portræt af den internationalt kendte digter H.C. Andersen fra 1850 og derudover erhvervede dronning Victoria et maleri af en islandsk kvinde, i dag kendt som The Norwegian Widow Arkiveret 24. september 2015 hos  Wayback Machine (findes i Royal Collection). Frem til midten af 1870'erne rejste Jerichau Baumann til London, hvor hun fik skabt sig et navn og gennem hårdt arbejde fik etableret en kundekreds.

### I tyrkiske haremmer
I perioden 1869-1870 var hun på længerevarende rejser i områderne langs det østlige Middelhav og i Mellemøsten, en rejseaktivitet hun gentog i 1874-1875, denne gang sammen med sin søn Harald. Som kvinde fik hun for europæiske kunstnere en helt exceptionel adgang til de tyrkiske haremmer, og hun kunne således male haremsscener ud fra personlige observationer, mens de fleste andre samtidige kunstnere byggede deres kompositioner udelukkende ud fra fantasien. 
Tyrkiske haremsscener var et yndet motiv i tiden, men på trods af hendes mere realistiske og personlige erfaringer og observationer, lykkedes det hende ikke at ændre stort på den måde, motivet traditionelt var blevet fremstillet på, idet motiverne i højere grad tilpasser sig til det mondæne kunstmarkeds præferencer.
I 1869 fik Jerichau Baumann adgang til haremmet tilhørende Mustafa Fazil Paşa, godt hjulpet på vej af sine danske royale kontakter. Hun medbragte her et introduktionsbrev fra prinsesse Alexandra af Danmark, som var prinsesse af Wales. Prinsessen havde selv besøgt det Osmanniske rige sammen med sin mand og kommende konge af Storbritannien Edward tidligere samme år og havde af samme grund en stor indflydelse. Men også Mustafas progressive og fremsynede indstilling og interesse for vestlige former for regeringsførelse og modernisering hjalp Baumann med sit forehavende. Hun blev guidet gennem haremmet af Mustafas datter Nazlı og skrev hjem til sin mand og børn om oplevelsen: "I går blev jeg forelsket i en smuk tyrkisk prinsesse."
Hendes arbejde fra denne periode er dekorativt og ofte sentimentalt, men med en fin sans for farver og lys. Sensualiteten i visse af malerierne blev stadig anset for tabu i dele af Europa, og den officielle danske kunstverden prøvede at holde malerierne væk fra offentligheden. Indtil for nylig blev hendes malerier gemt væk i museernes magasiner. De erotiske elementer i mange af hendes mands skulpturer har antagelig hjulpet hende til at se stort på den danske kunstverdens provinsialisme, på trods af de åbenlyse sociale bånd en kvinde levede under i tidens samfund.

## En familie af kunstnere
Af Jens og Elisabeth Jerichaus ni børn døde de to som små. Af de syv andre blev adskillige kompetente malere, herunder
- Harald Jerichau, som dog døde ung af malaria og tyfus i 1878; og
- Holger, som primært beskæftigede sig med den impressionistiske stilgenre. Hans landskabsmalerier fandt en mæcen i den russiske zarfamilie Romanov, hvorigennem han kunne skaffe midler til udenlandsrejser. Han blev beskrevet som ”en ægte visionær og talentfuld kunstner” af samtidige kunstkritikere og havde mange succesfulde udstillinger, men som sin bror døde han ung, i en alder af 39.

Efter Haralds død skrev Elisabeth Jerichau Baumann mindeskriftet Til Erindring om Harald Jerichau (1879) og siden erindringsværket Brogede Rejsebilleder (1881). Denne bog udkom posthumt og er illustreret med talrige værker af Harald Jerichau og Elisabeth Baumann.
Ligeledes blev flere af Jens og Elisabeth Jerichaus børnebørn talentfulde kunstnere som Jens Adolf Jerichau, som var en Danmarks mest talentfulde modernistiske malere.

### Børn
- Caroline (1846-1848)[16]
- Thorald Harald Adolph Carol Lorentz (1848-1909)
- Marie Rose Elisabeth Signe (1850-1893)
- Harald Nicolai Adolph (1851-1878)
- Caroline Elisabeth Agnete Nanny (1853-1897)
- Karen (1855-1855)
- Louise Johanne (1859-1891)
- Sophie Dagmar Elisabeth (1859-1944) ægtede 4. november 1878 Christian Frederik Emil von Holstein-Rathlou
- Holger Hvitfeldt (1861-1900)

## Værker (udvalg)[17]
| Portrætter Selvportrætter Selvportræt (1850, Det Nationalhistoriske Museum på Frederiksborg Slot ) Selvportræt (1858, Fyns Kunstmuseum ) Selvportræt ( Odense Bys Museer , Odense ) Selvportræt ( Museerne på Vestfyn ) Portrætter af personer i samtiden Emma Kraft (ca. 1846, Statens Museum for Kunst , København ) Jens Adolf Jerichau (1846, privateje) Orla Lehmann (1848, Frederiksborgmuseet , Hillerød ) Holger Aagaard Hammerich som 4-årig (1849, Statens Museum for Kunst, dep. hos Sydsjællands Museum ) H.C. Andersen (1850, Det Nationalhistoriske Museum på Frederiksborg Slot ) Meïr Goldschmidt (1852, Frederiksborgmuseet) Johanne Luise Heiberg (1852, Glyptoteket , dep. hos Teatermuseet i Hofteatret , København ) P.C. Damborg (1853) [ 18 ] Tre børn af familien Trap (1854, solgt på Bruun Rasmussen Kunstauktioner 8. december 2006 som lot nr. 2418) Frederik Treschow (1854) [ 19 ] Brødrene Grimm (ca. 1855, De Danske Kongers Kronologiske Samling, Amalienborgmuseet ) Grevinde Danner (1856, privateje) Frees Emil Horneman (1858, privateje) H.C. Andersen læser historien om englen (1865, H.C. Andersens Hus , Odense ) Emil von Holstein-Rathlou (1876, privateje) Robert Henriques (1876-78, privateje) Prinsesse Alexandra som ung ( Amalienborgmuseet , København ) Grevinde Louise Ahlefeldt-Laurvig til Møllerup (privateje) Kunstnerens søn Harald , (Museerne på Vestfyn) Thorald Jerichau (privateje) Carl Christian Jerichau (privateje) Harald Conradsen (privateje) Conrad Engelhardt (privateje) [ 20 ] Portræt af Jutta Sandholdt (privateje) Portræt af Elisabeth Sandholdt (privateje) Lubbi (Lensgreve C.C. Lubbi Lerche ) (privateje) | - Italienerinde med barn (1854/55, Københavns Museum, København) - Pottesælgerske ved Gizeh (1876-78, Statens Museum for Kunst, København) - Ægypterinde med barn (1879, privateje) - Italienerinde med koralhalskæde og øreringe (1879, privateje) - Portræt af ung kvinde (1879) - Italienerinde, (ARoS, Aarhus) - Polsk balalajkaspiller (privateje) - Amagerpigen (Dragør Rådhus, Dragør) - Stående pige (privateje) - Napolitansk fisker (privateje) - Pige med kirsebær (privateje) - Konstantinopolitanerinden (privateje) - Syditalienerinde med børn foran antik søjle (privateje) - En sardinerinde (privateje) - Italiensk tiggerdreng (privateje) - Romerske småpiger falbyder violer (privateje) - Moderglæde, 1858 (privateje) - Tre kompagnoler i et osteri (privateje) - Portræt af ægypterinde (privateje) - Tiggerske med børn foran Hofteateret (privateje) - Ung pige med blind tigger (privateje) - Andagten, 1854 (privateje) - Ung kvinde og pige ved båd (privateje) - Pige læser i poesibog (privateje) - Lille pige med bog (privateje) - Pige med spejl (privateje) | - Dreng med rød trompet (privateje) - Barneportræt (privateje) - Landskab (privateje) - Romerinde (Statens Museum for Kunst) - Prinsesse Nazili Hanum, Stambul (1875, privateje) - Danmark (1851, Glyptoteket, København) - Moder Polen (1857, privateje) - Havfrue (1863, Odense Bys Museer) - En såret dansk kriger (1865, Statens Museum for Kunst) - En Strandingsscene (ca. 1865, Kunsten, Aalborg) - Havfrue (1873, Glyptoteket, København) - Britania (1873, Kunsten, Aalborg) - Erik XIV og Karin Månsdatter (Odder Museum, Odder) - De kristelige martyrinder i Roms katakomber (1872, Blåhøj Kirke) |

## Udvalgte malerier og fotografier
| - Elisabeth Jerichau-Baumann portrætteret - Af fotografen Rudolph Striegler - Af Lorenz Frølich, 1848 - Baumann, 1860'erne Foto: Georg Emil Hansen - Baumann, 1860'erne Foto: Georg Emil Hansen - Baumann og hendes søn Harald samt Pietro Krohn, ca. 1873 Foto: Pietro Boyesen - Af xylograf Wilhelm Obermann, 1877 - Baumanns relief af J.A. Jerichau - Elisabeth Baumann, o. 1880? |

| - Tegninger og tryk af Elisabeth Jerichau-Baumann - Brystbillede af en kvinde, der fletter sit hår, 1833 - Et ungt par i omfavnelse i et landskab. uklar datering - Forside til Fabricius: "Illustreret Danmarkshistorie for Folket" |

| - 'Husandagten' eller 'En ung pige læser op af Bibelen' - Studietegning til 'Husandagten', udateret - 1854 - 1858 (125 x 155 cm) - 1858 - 1860 (1858?) - 1863 |

| - Andre værker af Elisabeth Jerichau-Baumann - Forfatterinden Emma Kraft, 1860-65 (?) - Brødrene Grimm, ca. 1855, Staatliche Museen zu Berlin - En havfrue, 1873 Ny Carlsberg Glyptotek - Portræt af en ung kvinde, 1879. - Ægtemanden, billedhugger J.A. Jerichau, ca. 1846, Ny Carlsberg Glyptotek - Orla Lehmann, s/h gengivelse Baumanns portræt fra 1848 - H.C. Andersen, 1850 Nationalhistoriske Museum Hillerød - Caroline Amalie, 1851 - Frederik 7., 1863 - Maleren Thorald Læssøe, 1868 |

## Udstillinger og formidling
En udstilling i 2011 på Kvindemuseumet i Aarhus viste nogle af Jerichau Baumanns værker.
To af hendes malerier indgik i 2024 i Statens Museum for Kunsts udstilling Against All Odds – Historiske kvinder og nye algoritmer.
Den tidligere tv-vært, nu kunsthistoriker, Peter Kær lavede i 2021 en version af sin formidlingsserie Kærs Kunstkalender om Elisabeth Jerichau Baumanns liv og virke, med afsæt i hovedværket En ægyptisk pottesælgerske fra Gizeh (1876-78). Kunstkalenderen består af 24 videoafsnit af hver ca. 5-8 minutters varighed, der går i dybden med en detalje i værket eller fra kunstnerens biografi.